# Dasycladales
Dasycladales é uma ordem de grandes algas unicelulares da classe Ulvophyceae.

## Famílias
A ordem Dasycladales inclui as seguintes famílias:
- Dasycladaceae
- Polyphysaceae